# Emoia tetrataenia
Emoia tetrataenia — вид сцинкоподібних ящірок родини сцинкових (Scincidae). Ендемік Папуа Нової Гвінеї.

## Поширення і екологія
Emoia tetrataenia мешкають на островах Фергюссон і Норманбі в групі островів Д'Антркасто та на острові Россель в архіпелазі Луїзіада. Вони живуть у вологих тропічних лісах та на бананових плантаціях.